# Cunehisa Amago
Cunehisa Amago (尼子 経久; Amago Cunehisa) (25. prosince 1458 – 30. listopadu 1541) byl velmi silným daimjóem s téměř absolutní vládou nad regionem Čúgoku. Vyzvedl klan Amago do role vůdčího klanu v oblasti a způsoboval velké obtíže Motonarimu Móri.

## Klan Amago
Zmínky o klanu Amago v období před válkou Ónin lze vystopovat až k roku 1392. Během nepokojů se zvlášť neprojevoval a jeho představitel Cunehisa se zasadil o kontrolu pouze jedné provincie, Izumo. Tam měl také své ústředí. Centrum tvořil hrad Gassan-Toda.
Cunehisa se narodil v březnu roku 1458 jako nejstarší syn Kijosady Amaga. Pod Cunehisovým vedením se klan Amago stal vůdčí silou v provincii Izumo a často se dostával do konfliktu s okolními pány, hlavně s klanem Óuči. Proti nim také Cunehisa podnikl dvě tažení. První roku 1518 a druhé v roce 1522. Později ještě vytáhl do provincie Aki a udělal z Motonariho Móri svého vazala. Cunehisa se pokoušel dobýt hrad Kanajama, ale neuspěl a roku 1524 se musel stáhnout. Roku 1527 se klany Amago a Óuči utkaly o nadvládu nad provincií Bingo.

## Východní plány
Když v roce 1528 zemřel Cunehisův hlavní soupeř Jošioki Óuči, snažil se Cunehisa o výboje východním směrem, do provincie Iwami. Rozšíření jeho vlivu na toto území totiž mohlo znamenat kontrolu nad bohatými stříbrnými nalezišti. Jeho ambice však zchladila vzpoura jeho syna Okihisy (? - 1534), který se roku 1532 dožadoval svých dědických práv. Protože ale ve své vzpouře nedopadl úspěšně, byl nucen roku 1534 spáchat seppuku. V té době byl klan Amago poněkud oslaben. Cunehisa musel určit svého nástupce. Tím se stal jeho vnuk Akihisa (Haruhisa). I když se Cunehisa oficiálně stáhl z čela klanu, stále ještě podnikal důležitá rozhodnutí.
V budoucnu byl tento uznávaný stratég a schopný vládce zastíněn pozdějšími pány, jejichž bojové akce ovlivňovaly daleko markantněji vývoj Japonska. Cunehisa zanechal jako svůj odkaz Velkou svatyni Kicugi, kterou nechal zbudovat ve třicátých letech 16. století v Izumi.
| klan Amago                 | klan Amago               | klan Amago              |
| -------------------------- | ------------------------ | ----------------------- |
| Předchůdce: Kijosada Amago | 1458–1541 Cunehisa Amago | Nástupce: Okihisa Amago |